# Понтипрідд
Понтипрідд (валл. Pontypridd, англ. Pontypridd) — місто у графстві-боро Ронта-Кінон-Тав Уельсу.

## Географія
Місто розташоване у Південному Уельсі, за 19 км на північ від Кардіфф, на стику долин Кінон та Рондда, у місці де річка Рондда впадає у річку Тафф.

## Топонім
Назва міста походить від валл. «Pont-y-tŷ-pridd», що в перекладі означає «міст поблизу земляного будинку». Назва пов'язана з дерев'яними мостами через річку Тафф, які колись тут були.

## Клімат
У місті помірно теплий клімат. Середня річна температура становить + 9,6 °C. Середня кількість опадів в рік — 1110 мм.
| Кліматограма Понтипрідда                                                               | Кліматограма Понтипрідда | Кліматограма Понтипрідда | Кліматограма Понтипрідда | Кліматограма Понтипрідда | Кліматограма Понтипрідда | Кліматограма Понтипрідда | Кліматограма Понтипрідда | Кліматограма Понтипрідда | Кліматограма Понтипрідда | Кліматограма Понтипрідда | Кліматограма Понтипрідда |
| -------------------------------------------------------------------------------------- | ------------------------ | ------------------------ | ------------------------ | ------------------------ | ------------------------ | ------------------------ | ------------------------ | ------------------------ | ------------------------ | ------------------------ | ------------------------ |
| С                                                                                      | Л                        | Б                        | К                        | Т                        | Ч                        | Л                        | С                        | В                        | Ж                        | Л                        | Г                        |
| 116 3 −1                                                                               | 84 6 1                   | 89 10 2                  | 68 14 5                  | 70 18 8                  | 70 19 11                 | 72 21 13                 | 89 20 13                 | 100 17 10                | 108 12 7                 | 119 8 4                  | 125 7 2                  |
| Середня макс. і мін. температури повітря (°C) Атмосферні опади (мм), за рік : 1110 мм. |                          |                          |                          |                          |                          |                          |                          |                          |                          |                          |                          |

## Історія

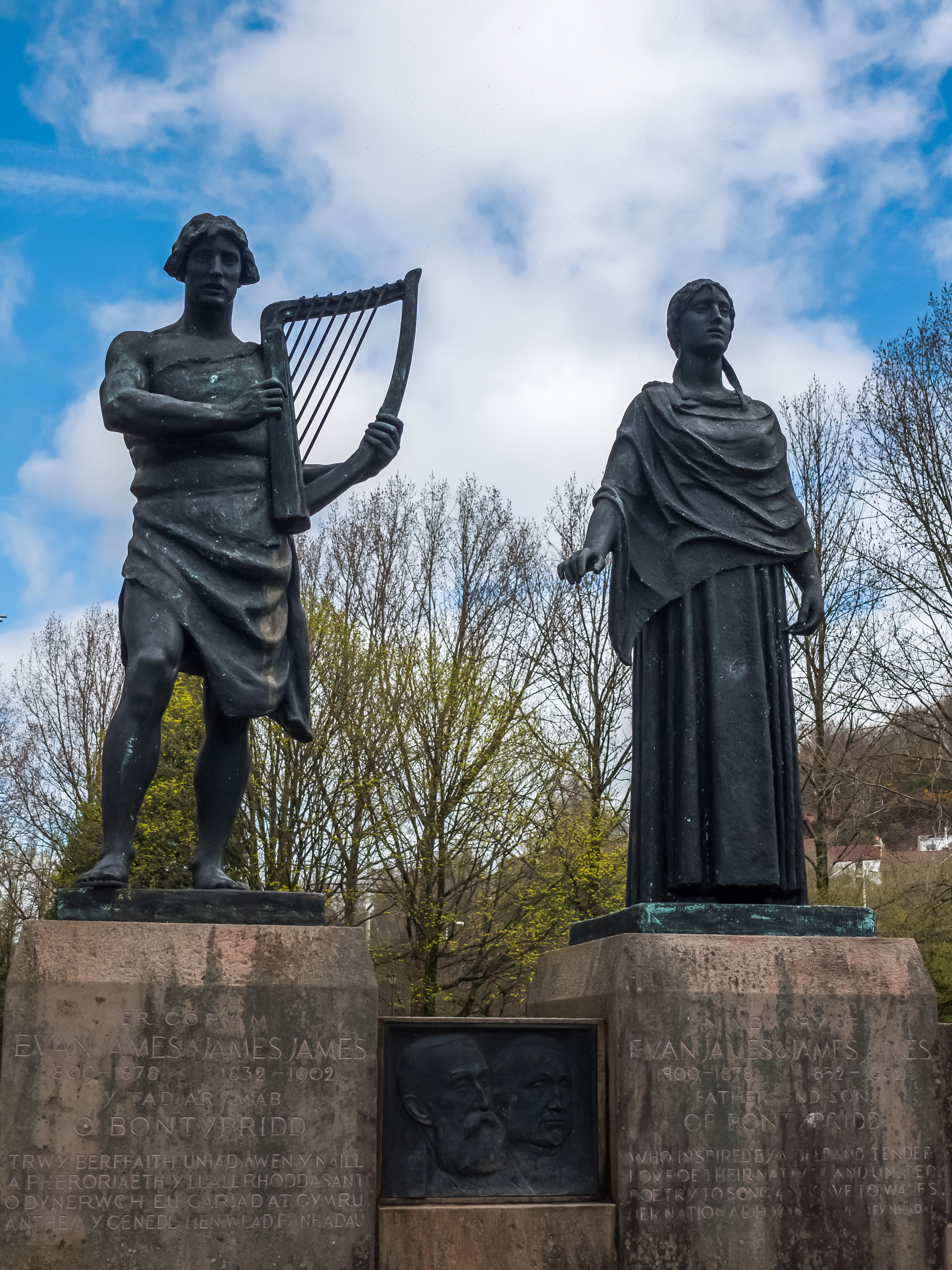
Пам'ятник Евану та Джеймсу Джеймсам, творцям гімну Уельсу

Історія міста пов'язана з металургією та вугільною промисловістю. Місто було одним із центрів британської металургійної індустрії. Поблизу міста було кілька вугільних шахт. Місто нині є  великим залізничним вузлом.
У січні 1856 року в місті був написаний гімн Уельсу («Країна моїх батьків») Еваном та Джеймсом Джеймсами.

## Освіта
У Понтипрідді розташований Університет Південного Уельсу, створений 2013 року шляхом об'єднання Ґламорґанського університету (заснований 1913 року) та Уельського університету в Ньюпорті.

## Світлини

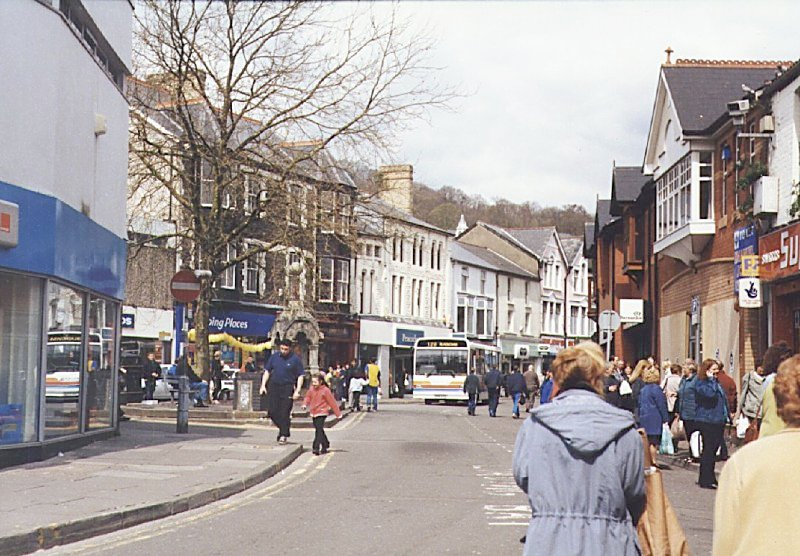
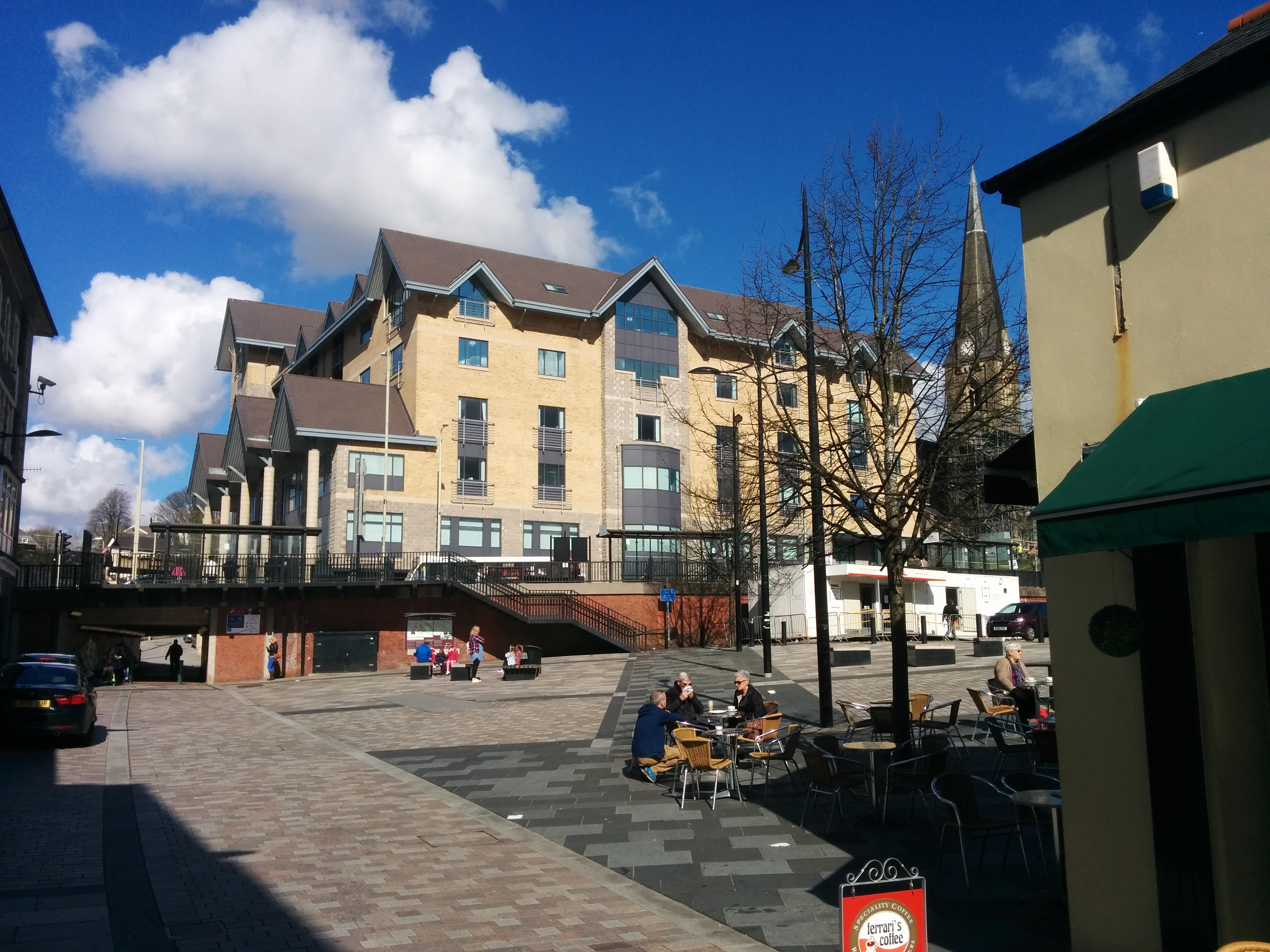
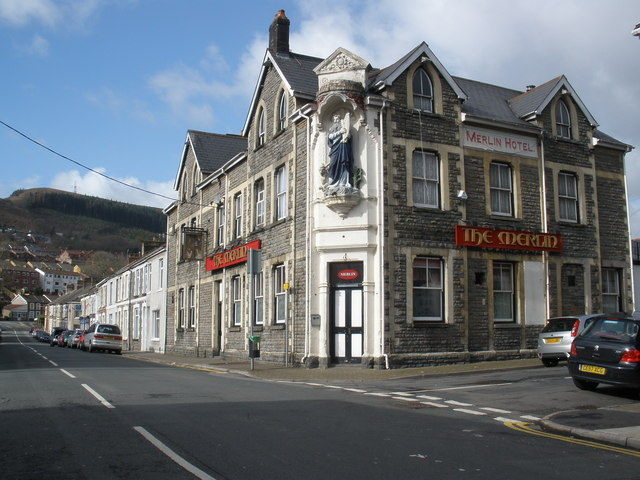
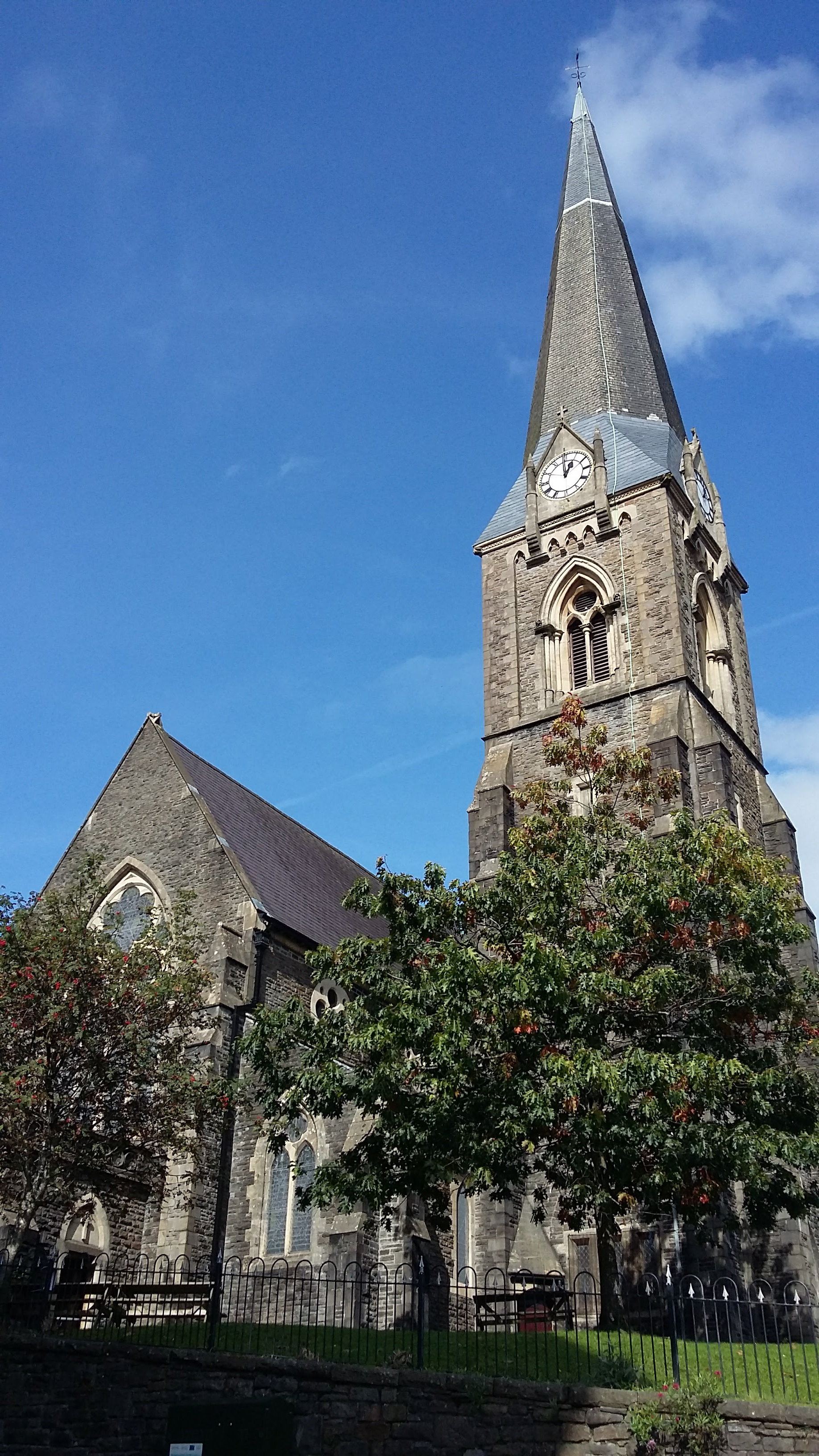

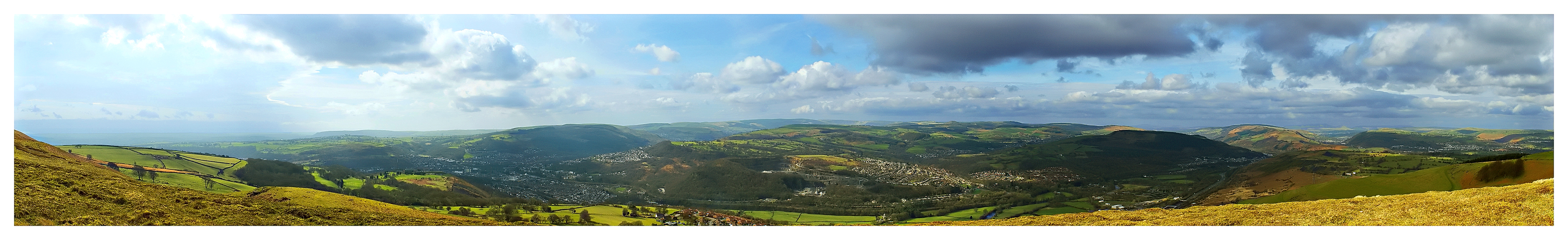

## Відомі люди
- Лі Ґейз — валійський музикант, засновник гурту «Lostprophets»[3].
- Фредді Велш — валійський боксер.
- Том Джонс — валійський співак.
- Філ Кембелл — валійський музикант, гітарист гурту «Motörhead».
- Кріс Слейд — валійський музикант, барабанник гуртів «AC/DC», «Uriah Heep», «Manfred Mann's Earth Band», «Asia».